# آجارمانتاش، کوزان
اکارمانتاش، کوزان (به لاتین: Acarmantaş, Kozan) یک  Köy  در ترکیه است که در adana province واقع شده‌است.